# Шаришке Бохдановце
Шаришке Бохдановце (слч. Šarišské Bohdanovce) насељено је мјесто са административним статусом сеоске општине (слч. obec) у округу Прешов, у Прешовском крају, Словачка Република.

## Становништво
| Година:    | 1994. | 2004.   | 2014.    | 2024.    |
| ---------- | ----- | ------- | -------- | -------- |
| Број људи: | 616   | 644     | 788      | 1024     |
| Разлика:   |       | +4,54 % | +22,36 % | +29,94 % |

| Година:    | 2023. | 2024.   |
| ---------- | ----- | ------- |
| Број људи: | 1017  | 1024    |
| Разлика:   |       | +0,68 % |

Према подацима о броју становника из 2024. године насеље је имало 1024 становника.